# Slaget om Hexikorridoren
Slaget om Hexikorridoren (河西之战; Héxī zhīzhàn) stod 121 f.Kr. i Gansu i Kina mellan Handynastin och Xiongnu. Handynastin segrade vilket gav kontroll över Hexikorridoren. Kontrollen över Hexikorridoren gjorde det möjligt att öppna Sidenvägen två år senare.